# Municipio de Pike (condado de Marion)
El municipio de Pike (en inglés: Pike Township) es un municipio ubicado en el condado de Marion en el estado estadounidense de Indiana. Administrativamente forma parte en su totalidad de la ciudad de Indianápolis, aunque incluye una porción del pueblo de Clermont en la esquina suroeste. En el año 2010 tenía una población de 77895 habitantes y una densidad poblacional de 680 personas por km².

## Geografía
El municipio de Pike se encuentra ubicado en las coordenadas 39°52′33″N 86°15′59″O / 39.87583, -86.26639. Según la Oficina del Censo de los Estados Unidos, el municipio tiene una superficie total de 114.06 km², de la cual 107.85 km² corresponden a tierra firme y (5.44%) 6.21 km² es agua.

## Demografía
Según el censo de 2010, había 77895 personas residiendo en el municipio de Pike. La densidad de población era de 682,96 hab./km². De los 77895 habitantes, el municipio de Pike estaba compuesto por el 40.92% blancos, el 44.45% eran afroamericanos, el 0.27% eran amerindios, el 3.16% eran asiáticos, el 0.02% eran isleños del Pacífico, el 7.75% eran de otras razas y el 3.43% pertenecían a dos o más razas. Del total de la población el 12.84% eran hispanos o latinos de cualquier raza.